# Veronica Roșca
Veronica Roșca (n. 3 februarie 1982) este o juristă din Republica Moldova, deputat în legislaturile 2019-2021 și 2021-2025 ale Parlamentului Republicii Moldova, reprezentantă a Partidului Acțiune și Solidaritate (PAS).

## Biografie
Roșca are un master în științe politice. În perioada 2004-2019 a fost lectoră la Universitatea Tehnică a Moldovei, fiind și doctorand în drept constituțional.

### Activitate politică
În 2016 a devenit membră a Biroului Național al Partidului Acțiune și Solidaritate.
A candidat cu numărul 20 pe lista Blocului electoral „ACUM Platforma DA și PAS” (din partea PAS) la alegerile parlamentare din 2019 și cu numărul 9 pe lista Partidului Acțiune și Solidaritate la alegerile parlamentare din 2021. A acces în parlament în ambele cazuri.
Veronica Roșca este, începând cu 1 februarie 2024, președinta Comisiei juridice, numiri și imunități din Parlamentul Republicii Moldova. În anul 2024, a înregistrat cele mai multe inițiative legislative dintre deputații PAS, și anume 12 proiecte de lege.
La începutul anului 2025, Roșca a fost unul din inițiatorii unui amendament care prevede reducerea pedepselor pentru corupție de la 15 la 3 ani de închisoare, iar a termenului de prescripție de la 20 la 5 ani.